# 2,4,6-三叔丁基嘧啶
2,4,6-三叔丁基嘧啶（TTBP）是一种有机化合物，化学式为HC(ButC)2N2CtBu，其中tBu = (CH3)3C。这种叔丁基取代的嘧啶是一种碱，它不能与三氟化硼结合，但可以和质子（H+）结合。它比其它一些具有位阻的吡啶衍生物便宜，例如2,6-二叔丁基吡啶、2,4,6-三叔丁基吡啶和2,6-二叔丁基-4-甲基吡啶。

## 合成
2,4,6-三叔丁基嘧啶可由3,3-二甲基-2-丁酮和三甲基乙腈在含三氟甲磺酸酐的二氯甲烷中反应得到。

## 应用
它在有机合成中可用作碱，如和Tf2O一起使用，用于酰胺的转化。